# Église Sainte-Foy de Chalus
L'église Sainte-Foy de Chalus est une église catholique située à Chalus, dans le département du Puy-de-Dôme, en France. Elle est inscrite au titre des monuments historiques en 1989.
L'édifice comporte une nef, une travée sous clocher et un petit sanctuaire d'époque romane ; les chapelles latérales ont été ajoutées au 15e siècle. Le chœur se termine par un mur plat et possède un sacrarium, ou cavité-cachette, à deux mètres en sous-sol. À l'extérieur, la corniche sud a conservé une rangée de modillons sculptés. L'étage du clocher est monté sur un massif rectangulaire surmonté d'un larmier. Il est percé, sur ses faces est et ouest, de deux baies en plein cintre, et d'une seule baie sur les deux autres faces.

## Historique
Cette église, qui était l'ancienne chapelle castrale, fut donnée en 1100 à l'abbaye de la Chaise-Dieu. Les chapelles latérales ont été ajoutées au 15e siècle.
Elle est accolée au château de Chalus.